# Medalha Pedro Ernesto
A Medalha Pedro Ernesto é uma homenagem que o município do Rio de Janeiro presta às pessoas e instituições que mais se destacam na sociedade brasileira ou internacional. A medalha foi criada através da Resolução nº 40, em 20 de outubro de 1980. A honraria recebeu esse nome em reconhecimento ao trabalho do prefeito Pedro Ernesto, e por isso, sua figura é estampada nas Medalhas. A Medalha é a mais alta condecoração concedida pela Câmara Municipal do Rio de Janeiro.

## Design
A Medalha Pedro Ernesto é composta de duas condecorações diferentes. A medalha principal fica pendurada no pescoço do condecorado, enquanto uma menor deve ser colocada na lapela. As duas medalhas são presas com uma fita nas cores da bandeira da cidade.

## Controvérsias
A Medalha foi severamente questionada em 2006, depois que o ex-deputado Roberto Jefferson, réu confesso e cassado por participar do esquema do mensalão, foi condecorado com ela por sua própria filha, a vereadora Cristiane Brasil. O cartunista Jaguar devolveu sua medalha, entregue oito anos antes pelo então vereador Chico Alencar.